# Marcelo Saragosa
Marcelo Saragosa (Campo Grande, Mato Grosso del Sur, Brasil, 22 de enero de 1982) es un futbolista brasileño. Juega de volante y su actualmente se encuentra sin club.

## Clubes
| Club               | País           | Año       |
| ------------------ | -------------- | --------- |
| São Paulo FC       | Brasil         | 2004      |
| Los Ángeles Galaxy | Estados Unidos | 2004-2006 |
| FC Dallas          | Estados Unidos | 2006-2009 |
| Chivas USA         | Estados Unidos | 2009-2010 |
| FC Absheron        | Azerbaiyán     | 2010-2011 |
| Ravan Baku         | Azerbaiyán     | 2011-2012 |
| D.C. United        | Estados Unidos | 2012-2013 |